# 後羅特峰
46°27′40″N 10°43′0″E / 46.46111°N 10.71667°E
後羅特峰（德語：Hintere Rotspitze），是意大利的山峰，位於該國北部，處於博爾扎諾-南蒂羅爾自治省和特倫托自治省接壤的邊界，屬於奥特莱斯山的一部分，海拔高度3,347米。